# Resolució judicial
La resolució judicial és l'acte processal provinent d'un tribunal, mitjançant el qual resol les peticions de les parts, o autoritza o ordena el compliment de determinades mesures.
Dins del procés, doctrinalment se'l considera un acte de desenvolupament, d'ordenació i impuls o de conclusió o decisió.
Les resolucions judicials requereixen complir determinades formalitats per a validesa i eficàcia, sent la més comuna l'escripturació o registre (per exemple, en àudio), segons sigui el tipus de procediment en el qual es dicten.
En la majoria de les legislacions, hi ha alguns requisits que són generals, aplicables a tota mena de resolucions, tals com a data i lloc d'expedició, nom i firma del o els jutges que les pronuncien; i altres específics per a cada resolució, considerant la naturalesa d'elles, com l'exposició de l'assumpte (individualització de les parts, objecte, peticions, al·legacions i defenses), consideracions i fonaments de la decisió (raonament jurídic).

## Efectes
Es refereixen a les conseqüències que es produeixen pel fet del dictamen d'una resolució judicial. Aquestes, segons el cas, es produeixen en relació amb el tribunal que la va pronunciar o respecte dels litigants.

### Desistiment
És l'efecte que produeixen les sentències, en virtut de les quals una vegada notificada, generalment, almenys a una de les parts, no poden ser modificades o alterades de cap manera pel tribunal que les va dictar.
En altres termes, aquest efecte produeix l'extinció de la competència per conèixer de la qüestió debatuda. No obstant això, no impedeix al tribunal continuar actuant en el procés per a diligències posteriors com, per exemple, sobre l'execució de la sentència o sobre els recursos interposats.

### Cosa jutjada
És l'efecte d'una sentència judicial quan no existeixen contra ella mitjans d'impugnació que permetin modificar-lo. Ella es tradueix en el respecte i subordinació al realitzat i assenyalat en un judici, per això també se li defineix com la força que atribueix el dret als resultats del procés.
Impedeix tornar a discutir entre les mateixes persones, una mateixa matèria, invocant idèntiques raons, és a dir, protegeix les parts litigants de la realització d'un nou judici i una nova sentència. A més, permet complir coactivament el dret reconegut o declarat en el judici.

### Declaració del dret
Aquesta conseqüència es relaciona amb la classificació de les sentències en constitutives o declaratives.
En virtut d'aquesta, les resolucions judicials poden constituir nous estats jurídics, atribuir o habilitar per exercitar nous drets, amb efecte cap al futur i de caràcters generals (erga omnes); o limitar-se a reconèixer drets preexistents, amb efecte retroactiu i, habitualment, relatius (afecta només les parts litigants).

## Classificació
Atesa la seva naturalesa:
- Sentència
- Sentències Interlocutòries
- Auto
- Decret

Atesa la seva matèria:
- Resolució en assumpte contenciós
- Resolució en assumpte no contenciós

Atesa seu la instància que es pronuncia:
- Resolució en única instància
- Resolució en primera instància
- Resolució en segona instància